# Marbella Club Hotel
Le Marbella Club Hotel est un hôtel situé à Marbella (Espagne), sur la Costa del Sol. Fondé en 1954, il a accueilli de nombreuses personnalités de la jet set.

## Histoire

### Création
En 1947, le prince Alfonso de Hohenlohe-Langenbourg achète à Marbella la ferme de 18 ha Finca Santa Margarita, située entre une pinède et un champ d'oliviers (sept ans auparavant, son oncle, le marquis d'Ivanrey, avait construit un petit hôtel destiné à l'aristocratie, le Venta y Alberges El Rodeo, situé entre Marbella et San Pedro). Initialement, Alfonso de Hohenlohe-Langenbourg était venu dans la région avec son père afin d'acquérir des terrains constructibles pour les familles Rothschild et Thyssen.
En 1954, il y fonde le Marbella Club Hotel. Son architecte est Noldi Schreck (en), une personnalité d'origine russe qui avait développé au Mexique le « style Acapulco ». Des amis de Madrid prêtent au prince 15 000 dollars pour financer le projet. En 1956, il nomme son cousin, le comte Rudolf von Schönburg-Glauchau-Waldenburg dit « Rudi » (né en 1932), qui travaillait jusque-là au palace Vier Jahreszeiten de Hambourg, à la direction adjointe de l'hôtel, puis directeur en 1961, poste qu'il occupe jusqu'en 1983. Il explique les volontés initiales du prince : « le rêve d'Alfonso, c'était de construire un hôtel simple et élégant, une sorte de country club ».

### Club de la jet-set

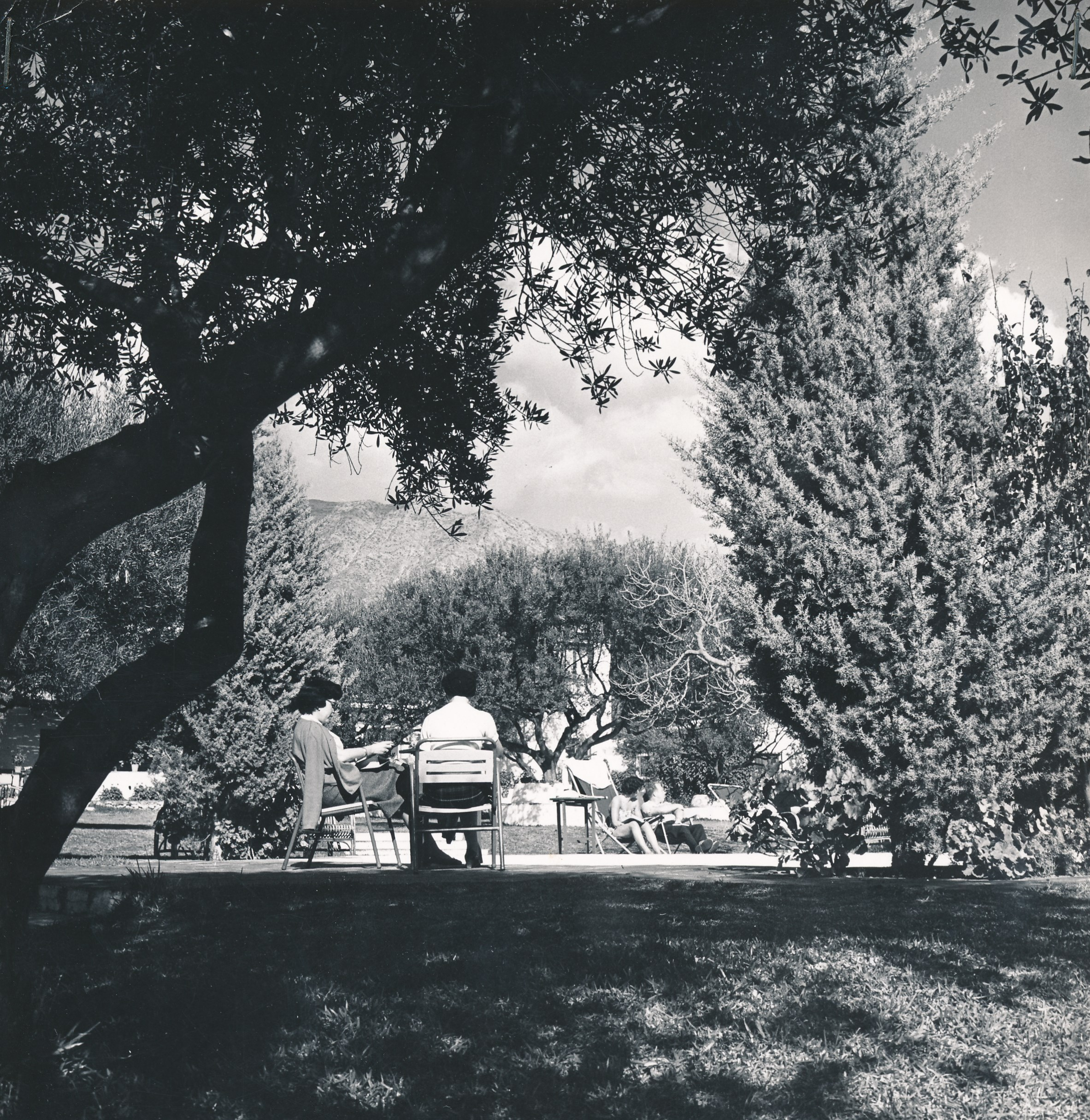
Photo de 1961.

Le club cultive un esprit « pension de famille » (calqué sur le modèle des Beverly Hills Hotel et Hôtel Bel-Air de Los Angeles), avec la réception dans un bâtiment de style andalou, un bar en patio, un restaurant ouvert seulement le soir et des villas disséminées dans un parc qui s'étend jusqu'à la mer. Les débuts de l'hôtel sont modestes, cette hacienda ne pouvant pas rivaliser avec les palaces de la Côte d'Azur, où la jet set a ses habitudes. Le prince y ramène des amis d'Hollywood, qu'il avait connus alors qu'il étudiait en Californie. La qualité du service et la simplicité des lieux ainsi que l'organisation de fêtes et autres évènements (« expéditions à dos d'âne dans les montagnes, feux de camp, soirées orientales avec le concours du directeur de l'hôtel El Minzah de Tanger, qui envoie ses musiciens et quelques djellabas ») plaisent à une clientèle au départ sceptique. La situation géographique du club, permettant de faire à la fois du ski dans les montagnes proches et de se baigner dans la mer, joue également.
Dans les années 1950, l'hôtel ne compte ni téléphone, ni eau courante, et le personnel doit se rendre à Gibraltar pour acheter la nourriture et le papier toilette. Le prince crée donc sur place un potager et une plantation d'arbres fruitiers ainsi qu'un restaurant-discothèque, le Beach Club. C'est l'été et Londres étant déserté par les personnes pouvant partir en vacances, Mark Birley (en), fondateur de la boîte de nuit londonienne Annabel's (en), envoie sur place ses DJ. Le comte Rudi raconte à ce propos : « On a mis des stroboscopes dans les arbres, des phares pour éclairer les vagues et, de 1962 à 1982, notre Beach Club, bien que secret et privé, a fait parler de lui dans le monde entier ».
Des rois, reines, milliardaires et autres personnalités comme Audrey Hepburn, James Stewart, Maria Callas, Rainier III, l'Aga Khan, Sean Connery, Ira de Furstenberg (ex-épouse du prince), Audrey Hepburn, Edmée de La Rochefoucauld, Marie-Hélène de Rothschild, Deborah Kerr,  ou encore Michael Jackson y séjournèrent. Lors d'une soirée costumée, l'ancien dictateur cubain Fulgencio Batista fait un malaise en apercevant le roi de Bulgarie Siméon II, qui était déguisé en Fidel Castro et s'enfuit en courant. Lors d'une autre fête, Rudi convainc le couple Windsor de participer à un dîner sur le thème « Sud Pacifique » ; mais les autres invités, prévenus, tiennent alors à se mettre en smoking et en robe longue, alors que le duc arrive avec une chemise hawaïenne, ce qui provoque sa colère.
En 1966, José Banús (es), un proche de Franco, envisage de construire des tours résidentielles au bout de la plage. Noldi Schreck arrive pourtant à le convaincre d'y bâtir un village andalou avec une marina. Cela devient le complexe de luxe Puerto Banús, inauguré en 1970. Afin de prévenir les projets d'autres promoteurs immobiliers qui risqueraient de défigurer la côte, le prince créé un complexe résidentiel près de son hôtel, le Puente Romano, organisant ainsi sa propre concurrence : initialement composé d'appartements à la vente ou à la location, c'est devenu un hôtel (de nos jours, il compte 278 chambres et suites hôtelières, trois piscines, une salle de sport, huit courts de tennis et neuf restaurants). En effet, le cheikh saoudais Mouaffak Bin Jamil Al Midani, habitué des lieux et propriétaire du Dorchester Hotel de Londres, souhaite l'acheter : il acquiert le Puente Romano en 1979, le transformant donc en hôtel (en 1980, avec comme évènement le mariage de Björn Borg, qui devient directeur du club de tennis du complexe), et une partie du Marbella Club Hotel. Le Puente Romano est un succès, accueillant des concerts de Ray Charles, B. B. King ou Grace Jones et des personnalités comme Dire Straits, Duran Duran, Wham!, Blondie, The Police, Gene Hackman, Liz Taylor, Alain Delon, Melanie Griffith, Yves Montand, Pelé, John McEnroe, Boris Becker, Martina Navrátilová, Prince ou encore Liza Minnelli.

### Période contemporaine
Le cheikh meurt en 1991 à Los Angeles et ses héritiers se désintéressent du Marbella Club Hotel. Cette décennie voit également Marbella pâtir d'un manque de popularité. En 1994, l'entrepreneur d'origine irakienne David Shamoon, également un client fidèle, convainc un groupe d'investisseurs de l'aider à acheter le club et le Puente Romano, obtenant également le retour du comte Rudi, « comme caution morale et spirituelle ». Il fait construire un centre de thalassothérapie, un parcours de golf (par Dave Thomas (golfeur) (en)), de nouveaux restaurants et des villas ; il transforme également l'ancienne résidence du cheikh en villa présidentielle pour l'hôtel (où Lady Gaga séjourne en 1994). David Shamoon meurt en 2013 et ses enfants Jennica Arazi et Daniel Shamoon reprennent ses activités et poursuivent sa stratégie de développement.
Ne disposant pas de grilles ou de caméras de surveillance, le Marbella Club Hotel compte de nos jours 121 chambres et suites et 16 villas de style andalou.